# Risto Joost

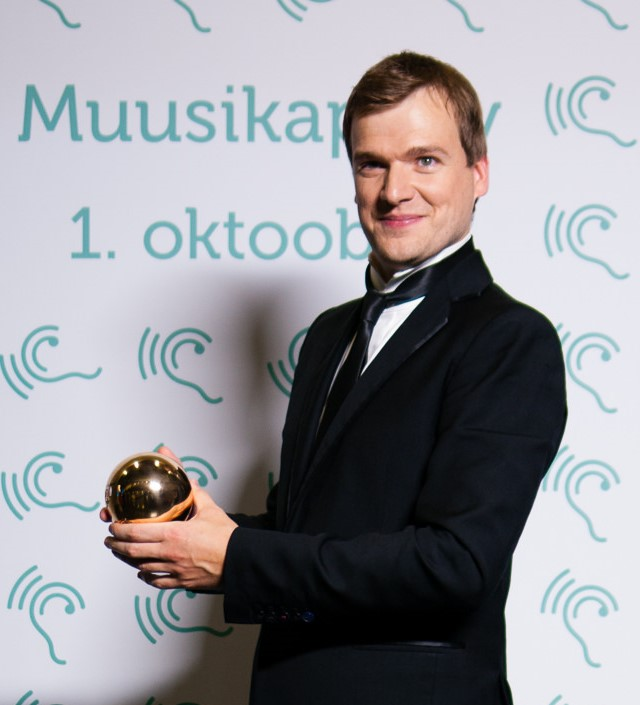
Risto Joost (2016)

Risto Joost (* 22. Juni 1980 in Tallinn) ist ein estnischer Dirigent und Sänger (Countertenor).

## Leben und Wirken

### Ausbildung
Risto Joost studierte zunächst von 1996 bis 1998 Chorleitung bei Anneli Mäeots an der Musikhochschule Tallinn und danach bis 2002 an der Estnischen Musikakademie Dirigieren bei Kuno Areng, Jüri Alperten und Paul Mägi sowie Gesang bei Uku Joller und Nadja Kurem. In den Jahren 2002 und 2003 absolvierte er an der Universität für Musik und darstellende Kunst Wien ein Studium in Chorleitung bei Erwin Ortner und Dirigieren bei Leopold Hager. 2008 schloss er sein Studium an der Königlichen Musikhochschule Stockholm bei Jorma Panula mit dem Master ab. Es folgten Meisterklassen bei Neeme Järvi und Esa-Pekka Salonen.

### Chor- und Orchesterdirigent
Von 2008 bis 2011 leitete Joost die Tallinn Sinfonietta und war anschließend bis 2015 Chefdirigent des Niederländischen Kammerchors, bevor von 2015 bis 2019 die künstlerische Leitung des MDR-Rundfunkchor in Leipzig übernahm. Parallel dazu war er von 2013 bis 2019 Chefdirigent des Tallinn Chamber Orchestra und wirkte außerdem als künstlerischer Leiter der Philharmonischen Gesellschaft Tallinn und des Birgitta-Festivals.
2024 übernahm Joost die Position des Chefdirigenten beim Württembergischen Kammerorchester Heilbronn.
Als Gastdirigent erfolgte unter anderem eine Zusammenarbeit mit Orchestern wie dem Bayerischen Staatsorchester, dem SWR Symphonieorchester, dem Philharmonischen Orchester Helsinki, dem Philharmonischen Orchester Bergen, dem Nederlands Philharmonisch Orkest, dem Antwerp Symphony Orchestra, dem Philharmonischen Orchester Tampere, dem Orchester des Teatro la Fenice, der Sinfonia Lahti, der Janáčkova filharmonie Ostrava, den Dortmunder Philharmonikern, dem Radiosinfonieorchester Prag, dem Orchestre de Chambre de Lausanne oder dem Niederländischen Kammerorchester. Zudem leitete er als Gastdirigent Chöre wie zum Beispiel den RIAS Kammerchor, den Rundfunkchor Berlin, das SWR Vokalensemble oder Ars Nova Copenhagen.

### Operndirigent
Als Operndirigent wirkte er seit 2007 regelmäßig bei zahlreichen Produktionen an der Estnischen Nationaloper sowie beim Brigitta-Festival und gastierte unter anderem an der Lettischen Nationaloper. Seit 2020 ist er Chefdirigent und künstlerischer Leiter am Theater Vanemuine in Tartu.

## Preise und Auszeichnungen
- 2011: Young Cultural Figure Award der Republik Estland[2]

- 2016: Musikpreis der Kulturstiftung Estland[2]
- 2018: Auszeichnung als „Musiker des Jahres“ vom Estnischen Rundfunk ERR[2]
- 2018: Diapason d’Or für die Aufnahme All-Night Vigil von Rachmaninow mit dem MDR-Rundfunkchor[10]

## Diskografie (Auswahl)
- Arvo Pärt: Pilgrim’s Song. Mit der Tallinn Sinfonietta, Chamber Choir Voces Musicales (Estonian Record Productions; 2009)
- Arvo Pärt: Wallfahrtslied – Orient & Occident – Nunc dimmittis – Fratres – Te Deum. Mit dem Niederländischen Kammerchor und -Orchester, Gordan Nikolić, Violin (Globe; 2011)
- Cantus Angelicus. Werke von u. a. Gluck, Bach, Fauré, Schubert, Franck. Mit Heldur Harry Põlda, Knabensopran; Tallinn Sinfonietta (Estonian Record Productions; 2012)
- Confessions of Faith – Glaubensbekenntnisse. Choral Concertos by Bortniansky and Schnittke. Mit dem MDR-Rundfunkchor (Genuin; 2017)
- Tõnu Kõrvits: Moorland Elegies. Mit dem Estonian Philharmonic Chamber Choir, Tallinn Chamber Orchestra (Ondine; 2017)
- All-Nigth Vigil. Vespers by Sergei Rachmaninoff. Mit dem MDR-Rundfunkchor (Genuin; 2017)
- Jean-Paul Dessy: Requiems. Mit dem Estonian Philharmonic Chamber Choir, Tallinn Chamber Orchestra (Cypres; 2018)
- Tõnu Kõrvits: Hymns to the Nordic Lights. Mit dem Estonian National Symphony Orchestra (Ondine; 2020)
- Tõnu Kõrvits: You Are Light and Morning. Mit dem Estonian Philharmonic Chamber Choir und Tallinn Chamber Orchestra (Ondine; 2020)
- Tõnu Kõrvits: The Sound of Wings. Mit dem Estonian Philharmonic Chamber Choir, Tallinn Chamber Orchestra (Ondine; 2023)